# مسجد حاج خدارحم
مسجد حاج خدارحم مربوط به دوره قاجار است و در نهاوند، خیابان ابوذر، کوچه حاج خدارحم واقع شده و این اثر در تاریخ ۱۸ اسفند ۱۳۸۷ با شمارهٔ ثبت ۲۵۱۶۶ به‌عنوان یکی از آثار ملی ایران به ثبت رسیده‌است.